# Великое Озеро (Ахтырский городской совет)

Великое Озеро (укр. Велике Озеро) — село,
Ахтырский городской совет,
Сумская область,
Украина.
Код КОАТУУ — 5910290001. Население по переписи 2001 года составляло 274 человека .

## Географическое положение
Село Великое Озеро находится на расстоянии в 1,5 км от города Ахтырка.
Село расположено вокруг большого заболоченного озера.